# Molophilus (Austromolophilus) lea
Molophilus (Austromolophilus) lea is een tweevleugelige uit de familie steltmuggen (Limoniidae). De soort komt voor in het Australaziatisch gebied.